# Елой Кампос
Елой Кампос (ісп. Eloy Campos, нар. 31 травня 1942, Іка) — перуанський футболіст, що грав на позиції захисника. По завершенні ігрової кар'єри — тренер.
Більшу частину кар'єри виступав за клуб «Спортінг Крістал», з яким став чотириразовим чемпіоном Перу, а також національну збірну Перу, у складі якої був учасником Олімпійських ігор 1960 року, чемпіонату Південної Америки 1963 року та чемпіонату світу 1970 року.

## Клубна кар'єра
У дорослому футболі дебютував 1959 року виступами за команду «Спортінг Крістал», в якій провів 15 з половиною сезонів, до середини 1974 року. За цей час він виграв чемпіонат Перу чотири рази, в 1961, 1968, 1970 і 1972 роках, а також тривалий час був капітаном команди.
Протягом 1976—1977 років захищав кольори клубу «Депортіво Хунін», а завершив ігрову кар'єру у команді «Сьенсіано», за яку виступав протягом 1977 року.

## Виступи за збірні
1960 року захищав кольори олімпійської збірної Перу на футбольному турнірі Олімпійських ігор 1960 року у Римі. Перу вибув на груповому етапі, а Кампос з'явився у всіх трьох іграх — проти Франції, Угорщини та Індії.
11 березня 1963 року дебютував в офіційних іграх у складі національної збірної Перу в матчі чемпіонату Південної Америки в Болівії проти збірної Бразилії (0:1). Окрім цього матчу, він також зіграв на турнірі у матчах з Аргентиною, Болівією та Парагваєм, посівши з командою п'яте місце.
Також у складі збірної був учасником чемпіонату світу 1970 року у Мексиці. У грі першого туру проти Болгарії (3:2) він був замінений на 28-й хвилині через травму і наступних матчах групового етапу участі не брав, повернувшись лише у програному чвертьфіналі проти майбутніх переможців турніру збірної Бразилії (2:4).
Востаннє зіграв у національній збірній 11 червня 1972 року в матчі Кубка незалежності Бразилії із Болівією (3:0). Загалом протягом кар'єри у національній команді, яка тривала 10 років, провів у її формі 46 матчів.

## Кар'єра тренера
В останні роки виступів за «Спортінг Крістал» був граючим тренером команди, а потім як граючий тренер працював і з своїми наступними командами «Депортіво Хунін» та «Сьенсіано». 
Завершивши кар'єру гравця працював головним тренером ще у кількох невеликих перуанських клубах.

## Титули і досягнення
- Чемпіон Перу (4):

«Спортінг Крістал»: 1961, 1968, 1970, 1972

## Статистика виступів

### Статистика виступів за олімпійську збірну
| Дата       | Місто     | Господарі | Результат | Гості | Турнір  | Голи | Примітки |
| ---------- | --------- | --------- | --------- | ----- | ------- | ---- | -------- |
| 26/08/1960 | Флоренція | Франція   | 2 – 1     | Перу  | ОІ 1960 | -    |          |
| 29/08/1960 | Неаполь   | Угорщина  | 6 – 2     | Перу  | ОІ 1960 | -    |          |
| 01/09/1960 | Пескара   | Перу      | 3 – 1     | Індія | ОІ 1960 | -    |          |
| Усього     |           | Матчів    | 3         |       | Голів   | 0    |          |